# Braço do Norte
Braço do Norte este un oraș în Santa Catarina (SC), Brazilia.